# Az FC Fehérvár 2004–2005-ös szezonja
Az FC Fehérvár 2004–2005-ös szezonja szócikk az FC Fehérvár első számú férfi labdarúgócsapatának egy szezonjáról szól, mely sorozatban az 5., összességében pedig a 36. idénye a csapatnak a magyar első osztályban. A klub fennállásának ekkor volt a 63. évfordulója. Az őszi fordulókat még Videoton FC néven játszotta a csapat.

## Mérkőzések
| Színmagyarázat | Színmagyarázat |
| -------------- | -------------- |
|                | Győzelem.      |
|                | Döntetlen.     |
|                | Vereség.       |

### Arany Ászok Liga 2004–05

#### Őszi fordulók
| 1. forduló 2004. augusztus 7. 20:00 |

| Videoton                                      | 1 – 2   | Újpest                          |
| --------------------------------------------- | ------- | ------------------------------- |
| Magasföldi 29' Györök 28' Kovács 60' Tóth 66' | (1 – 2) | Erős 11' Simek 31' Bükszegi 87' |

| Sóstói Stadion, Székesfehérvár Nézőszám: 4 500 Játékvezető: Hanacsek Attila (magyar) |

| 2. forduló 2004. augusztus 15. 11:00 |

| Lombard Pápa                               | 2 – 2   | Videoton                                                            |
| ------------------------------------------ | ------- | ------------------------------------------------------------------- |
| Germán 64' (11-esből) Medveď 71' Usvat 45' | (0 – 2) | Kuttor 32' Koller 36' 83′ Kovács 31' Zöld 52' Kriston 57' Sebők 63' |

| Perutz Stadion, Pápa Nézőszám: 3 000 Játékvezető: Dubraviczky Attila (magyar) |

| 3. forduló 2004. augusztus 21. 20:00 |

| Videoton          | 0 – 1   | Ferencváros             |
| ----------------- | ------- | ----------------------- |
| Zöld 35' Tóth 78' | (0 – 0) | Bajevszki 69' Botis 17' |

| Sóstói Stadion, Székesfehérvár Nézőszám: 5 000 Játékvezető: Ábrahám Attila (magyar) |

| 4. forduló 2004. augusztus 28. 20:00 |

| Debreceni VSC                                | 3 – 0   | Videoton                                                 |
| -------------------------------------------- | ------- | -------------------------------------------------------- |
| Dombi 63' Kerekes 65' Halmosi 87' Coelho 77' | (0 – 0) | Györök 23' Tereánszki-Tóth 66' Kuttor 76' Magasföldi 83' |

| Oláh Gábor utcai stadion, Debrecen Nézőszám: 5 000 Játékvezető: Fábián Mihály (magyar) |

| 5. forduló 2004. szeptember 11. 18:00 |

| Videoton                                                    | 1 – 0   | Pécsi MFC              |
| ----------------------------------------------------------- | ------- | ---------------------- |
| Alumona 80' Magasföldi 27' Szalai 69' Kriston 81′ Tudor 86' | (0 – 0) | Dienes 18' Kulcsár 71' |

| Sóstói Stadion, Székesfehérvár Nézőszám: 500 Játékvezető: Juhos Attila (magyar) |

| 6. forduló 2004. szeptember 18. 18:00 |

| Zalaegerszegi TE                       | 0 – 0   | Videoton                     |
| -------------------------------------- | ------- | ---------------------------- |
| Sebők V. 48' Janjić 59' Ljubojević 64′ | (0 – 0) | Lattenstein 59' Schwarcz 64′ |

| ZTE Aréna, Zalaegerszeg Nézőszám: 5 000 Játékvezető: Solymosi Péter (magyar) |

| 7. forduló 2004. szeptember 25. 18:00 |

| Videoton                                                               | 4 – 1   | Budapest Honvéd                |
| ---------------------------------------------------------------------- | ------- | ------------------------------ |
| Hercegfalvi 19' 20' Tóth 29' 30' Szabó 71' Kriston 90+1' Csizmadia 54' | (2 – 0) | Kuttor 69' (öngól) Herczeg 84' |

| Sóstói Stadion, Székesfehérvár Nézőszám: 1 000 Játékvezető: Szarka Zoltán (magyar) |

| 8. forduló 2004. október 2. 18:00 |

| Győri ETO               | 0 – 0   | Videoton                   |
| ----------------------- | ------- | -------------------------- |
| Nyicsenko 13' Varga 62′ | (0 – 0) | Hercegfalvi 40' Koller 79' |

| ETO Park, Győr Nézőszám: 4 000 Játékvezető: Szabó Zsolt (magyar) |

| 9. forduló 2004. október 16. 17:00 |

| Videoton                     | 3 – 0   | Diósgyőr   |
| ---------------------------- | ------- | ---------- |
| Schwarcz 4' Tóth 64' 88' 85' | (1 – 0) | Müller 17' |

| Sóstói Stadion, Székesfehérvár Nézőszám: 700 Játékvezető: Hanacsek Attila (magyar) |

| 10. forduló 2004. október 23. 17:00 |

| Videoton                                                              | 5 – 0   | Előre FC Békéscsaba |
| --------------------------------------------------------------------- | ------- | ------------------- |
| Hercegfalvi 9' 43' Tóth 56' Koller 79' 85' Horváth G. 35' Kriston 87' | (2 – 0) | Grúz 2' Pozsár 62'  |

| Sóstói Stadion, Székesfehérvár Nézőszám: 1 000 Játékvezető: Juhos Attila (magyar) |

| 11. forduló 2004. október 30. 17:00 |

| MTK Budapest                   | 2 – 2   | Videoton                                     |
| ------------------------------ | ------- | -------------------------------------------- |
| Illés 63' 66' Jezdimirović 18' | (0 – 0) | Horváth F. 68' Magasföldi 85' Hercegfalvi 8' |

| Hidegkuti Nándor Stadion, Budapest Nézőszám: 1 000 Játékvezető: Sóthy András (magyar) |

| 12. forduló 2004. november 6. 16:00 |

| Videoton                            | 1 – 1   | Kaposvári Rákóczi                                         |
| ----------------------------------- | ------- | --------------------------------------------------------- |
| Csordás 78' Tóth 26' Magasföldi 42' | (0 – 1) | Tóth 16' Kovácsevics 37' Nagypál 42' Kardos 44' Finta 56' |

| Sóstói Stadion, Székesfehérvár Nézőszám: 1 500 Játékvezető: Hanacsek Attila (magyar) |

| 13. forduló 2004. november 10. 13:30 |

| Nyíregyháza Spartacus | 0 – 2   | Videoton                                               |
| --------------------- | ------- | ------------------------------------------------------ |
| Miskolczi 64'         | (0 – 0) | Horváth F. 69' 38' Tóth 89' Hercegfalvi 37' Koller 55' |

| Nyíregyháza Városi Stadion, Nyíregyháza Nézőszám: 2 000 Játékvezető: Megyebíró János (magyar) |

| 14. forduló 2004. november 20. 16:00 |

| Videoton                     | 1 – 0   | Vasas                             |
| ---------------------------- | ------- | --------------------------------- |
| Kriston 40' 80' Schwarcz 10' | (1 – 0) | Gaál 23' Ködöböcz 33' Tóth A. 57' |

| Sóstói Stadion, Székesfehérvár Nézőszám: 1 500 Játékvezető: Solymosi Péter (magyar) |

| 15. forduló 2004. november 27. 16:00 |

| FC Sopron                                                     | 2 – 1   | Videoton                                            |
| ------------------------------------------------------------- | ------- | --------------------------------------------------- |
| Bárányos 64' 28' Balaskó 88' Szekeres 50' Sira 83' Bagoly 84' | (0 – 1) | Horváth F. 43' 90+1' Horváth G. 33' Lattenstein 69' |

| Káposztás utcai Stadion, Sopron Nézőszám: 3 000 Játékvezető: Erdős József (magyar) |

#### Tavaszi fordulók
| 16. forduló 2005. március 12. 18:00 |

| Újpest                                                                       | 3 – 0   | FC Fehérvár    |
| ---------------------------------------------------------------------------- | ------- | -------------- |
| Rajczi 1' 26' Kuttor 89' (öngól) Polonkai 50' Németh 80' Erős 87' Kovács 90' | (2 – 0) | Magasföldi 65' |

| Szusza Ferenc Stadion, Budapest Nézőszám: 3 536 Játékvezető: Dubraviczky Attila (magyar) |

| 17. forduló 2005. március 16. 18:00 |

| FC Fehérvár                                | 2 – 1   | Lombard Pápa                                          |
| ------------------------------------------ | ------- | ----------------------------------------------------- |
| Lattenstein 51' Györök 64' 90+2' Fehér 26' | (0 – 0) | Kuttor 76' (öngól) Szabó Z. 17' Szűcs 69' Kincses 74' |

| Sóstói Stadion, Székesfehérvár Nézőszám: 1 000 Játékvezető: Makai János (magyar) |

| 18. forduló 2005. március 19. 18:00 |

| Ferencváros | 0 – 1   | FC Fehérvár          |
| ----------- | ------- | -------------------- |
| Rósa 90+5'  | (0 – 0) | Kuttor 70' Tudor 78' |

| Üllői út, Budapest Nézőszám: 5 590 Játékvezető: Kassai Viktor (magyar) |

| 19. forduló 2005. április 2. 19:00 |

| FC Fehérvár           | 2 – 2   | Debreceni VSC       |
| --------------------- | ------- | ------------------- |
| Györök 25' Kuttor 58' | (1 – 2) | Sándor 20' Éger 32' |

| Sóstói Stadion, Székesfehérvár Nézőszám: 2 500 Játékvezető: Saskőy Szabolcs (magyar) |

| 20. forduló 2005. április 9. 19:00 |

| Pécsi MFC   | 0 – 2   | FC Fehérvár                   |
| ----------- | ------- | ----------------------------- |
| Horváth 68' | (0 – 1) | Tereánszki-Tóth 40' Kerek 81' |

| PMFC Stadion, Pécs Nézőszám: 1 200 Játékvezető: Erdős József (magyar) |

| 21. forduló 2005. április 13. 18:00 |

| FC Fehérvár     | 1 – 1   | Zalaegerszegi TE                    |
| --------------- | ------- | ----------------------------------- |
| Lattenstein 53' | (0 – 0) | Ljubojević 57' Kocsárdi 16' Kaj 67' |

| Sóstói Stadion, Székesfehérvár Nézőszám: 1 500 Játékvezető: Hanacsek Attila (magyar) |

| 22. forduló 2005. április 16. 19:00 |

| Budapest Honvéd                                | 1 – 0   | FC Fehérvár |
| ---------------------------------------------- | ------- | ----------- |
| Herczeg 26' Budovinszky 45' Dancs 56' Zana 80' | (1 – 0) | Božić 30′   |

| Bozsik József Stadion, Budapest Nézőszám: 1 800 Játékvezető: Megyebíró János (magyar) |

| 23. forduló 2005. április 23. 19:00 |

| FC Fehérvár                                                       | 2 – 1   | Győri ETO                                                         |
| ----------------------------------------------------------------- | ------- | ----------------------------------------------------------------- |
| Tereánszki-Tóth 31' Csizmadia 64' (11-esből) Györök 38' Fodor 55' | (1 – 1) | Priskin 25' 72' Lendvai 33' Pusztai 40' Regedei 60' Vincze O. 66' |

| Sóstói Stadion, Székesfehérvár Nézőszám: 2 000 Játékvezető: Sóthy András (magyar) |

| 24. forduló 2005. április 27. 18:00 |

| Diósgyőr                                         | 3 – 1   | FC Fehérvár                                                                          |
| ------------------------------------------------ | ------- | ------------------------------------------------------------------------------------ |
| Egressy 73' 76' Tisza 90' Máté 57' Mogyorósi 83' | (0 – 0) | Kuttor 33' 90' Lattenstein 40' Vincze 42' Tereánszki-Tóth 60' Fehér 89' Schwarcz 90′ |

| DVTK-stadion, Miskolc Nézőszám: 6 300 Játékvezető: Dubraviczky Attila (magyar) |

| 25. forduló 2005. április 30. 19:00 |

| Előre FC Békéscsaba   | 0 – 0   | FC Fehérvár          |
| --------------------- | ------- | -------------------- |
| Grujić 67' Kocsis 74' | (0 – 0) | Györök 68' Božić 85' |

| Kórház utcai stadion, Békéscsaba Nézőszám: 1 200 Játékvezető: Világi Balázs (magyar) |

| 26. forduló 2005. május 4. 18:00 |

| FC Fehérvár         | 2 – 3   | MTK Budapest                                            |
| ------------------- | ------- | ------------------------------------------------------- |
| Kuttor 3' Voicu 89' | (1 – 1) | Kuttor 15' (öngól) Illés 63' Czvitkovics 76' Pollák 30' |

| Sóstói Stadion, Székesfehérvár Nézőszám: 500 Játékvezető: Sápi Csaba (magyar) |

| 27. forduló 2005. május 7. 19:00 |

| Kaposvári Rákóczi                        | 2 – 1   | FC Fehérvár                                    |
| ---------------------------------------- | ------- | ---------------------------------------------- |
| Oláh 28' Zahorecz 64' Tóth 1' Petrók 75' | (1 – 1) | Schwarcz 42' Nagy 1' Vincze 13' Horváth G. 90' |

| Rákóczi Stadion, Kaposvár Nézőszám: 2 500 Játékvezető: Saskőy Szabolcs (magyar) |

| 28. forduló 2005. május 14. 19:00 |

| FC Fehérvár                                            | 5 – 3   | Nyíregyháza Spartacus                                      |
| ------------------------------------------------------ | ------- | ---------------------------------------------------------- |
| Györök 13' Nagy 27' 65' 28' Lattenstein 53' Kuttor 71' | (2 – 0) | Cipf 64' Kenesei 80' 88' Minczér 36' Vasas 73' Ambrusz 87' |

| Sóstói Stadion, Székesfehérvár Nézőszám: 1 000 Játékvezető: Erdős József (magyar) |

| 29. forduló 2005. május 21. 18:00 |

| Vasas                        | 1 – 1   | FC Fehérvár               |
| ---------------------------- | ------- | ------------------------- |
| Kiss 26' Tóth A. 6' Rósa 75' | (1 – 0) | Magasföldi 60' Kuttor 89' |

| Illovszky Rudolf Stadion, Budapest Nézőszám: 2 500 Játékvezető: Bede Ferenc (magyar) |

| 30. forduló 2005. május 26. 18:00 |

| FC Fehérvár            | 1 – 1   | FC Sopron               |
| ---------------------- | ------- | ----------------------- |
| Zöld 78' Csizmadia 40' | (0 – 1) | Szekeres 41' Pintér 65' |

| Sóstói Stadion, Székesfehérvár Nézőszám: 1 500 Játékvezető: Szarka Zoltán (magyar) |

#### A végeredmény
|    | Csapat                      | Játszott | Gy | D  | V  | L  | K  | GK  | Pont |
| -- | --------------------------- | -------- | -- | -- | -- | -- | -- | --- | ---- |
| 1  | Debreceni VSC-AVE Ásványvíz | 30       | 19 | 5  | 6  | 57 | 25 | +32 | 62   |
| 2  | Ferencvárosi TC             | 30       | 17 | 5  | 8  | 56 | 31 | +25 | 56   |
| 3  | MTK Budapest1               | 30       | 16 | 9  | 5  | 47 | 26 | +21 | 56   |
| 4  | Újpest FC                   | 30       | 15 | 10 | 5  | 60 | 34 | +26 | 55   |
| 5  | Győri ETO FC                | 30       | 16 | 6  | 8  | 44 | 32 | +12 | 54   |
| 6  | Zalaegerszegi TE FC         | 30       | 13 | 5  | 12 | 48 | 45 | +3  | 44   |
| 7  | Matáv FC Sopron             | 30       | 11 | 9  | 10 | 44 | 44 | 0   | 42   |
| 8  | FC Fehérvár²                | 30       | 11 | 10 | 9  | 44 | 36 | +8  | 40   |
| 9  | Diósgyőri VTK               | 30       | 11 | 4  | 15 | 39 | 45 | -6  | 37   |
| 10 | Pécsi Mecsek FC             | 30       | 9  | 9  | 12 | 33 | 35 | -2  | 36   |
| 11 | Budapest Honvéd FC          | 30       | 10 | 5  | 15 | 37 | 58 | -21 | 35   |
| 12 | NABI-Kaposvári Rákóczi FC   | 30       | 8  | 10 | 12 | 34 | 47 | -13 | 34   |
| 13 | Vasas SC                    | 30       | 10 | 3  | 17 | 34 | 48 | -14 | 33   |
| 14 | Lombard Pápa Termál FC      | 30       | 8  | 6  | 16 | 40 | 47 | -7  | 30   |
| 15 | Nyíregyháza Spartacus FC    | 30       | 5  | 11 | 14 | 38 | 63 | -25 | 26   |
| 16 | Előre FC Békéscsaba³        | 30       | 4  | 7  | 19 | 26 | 65 | -39 | 4    |

- 1: 1 pont levonva
- 2: 3 pont levonva
- 3: 15 pont levonva

|  | A Bajnokok Ligája selejtezőjének második körébe jut |
|  | Az UEFA-kupa selejtezőjébe jut                      |
|  | UEFA Intertotó Kupa első fordulójába jut            |
|  | Kiesők                                              |

#### Helyezések fordulónként
| Forduló  | 1  | 2  | 3  | 4  | 5  | 6  | 7  | 8  | 9  | 10 | 11 | 12 | 13 | 14 | 15 | 16 | 17 | 18 | 19 | 20 | 21 | 22 | 23 | 24 | 25 | 26 | 27 | 28 | 29 | 30 |
| -------- | -- | -- | -- | -- | -- | -- | -- | -- | -- | -- | -- | -- | -- | -- | -- | -- | -- | -- | -- | -- | -- | -- | -- | -- | -- | -- | -- | -- | -- | -- |
| Helyszín | O  | I  | O  | I  | O  | I  | O  | I  | O  | O  | I  | O  | I  | O  | I  | I  | O  | I  | O  | I  | O  | I  | O  | I  | I  | O  | I  | O  | I  | O  |
| Eredmény | V  | D  | V  | V  | GY | D  | GY | D  | GY | GY | D  | D  | GY | GY | V  | V  | GY | GY | D  | GY | D  | V  | GY | V  | D  | V  | V  | GY | D  | D  |
| Helyezés | 15 | 15 | 15 | 15 | 15 | 15 | 12 | 12 | 11 | 10 | 9  | 9  | 8  | 7  | 7  | 7  | 7  | 7  | 7  | 7  | 7  | 7  | 7  | 7  | 7  | 8  | 8  | 8  | 8  | 8  |

Helyszín: O = Otthon; I = Idegenben. Eredmény: GY = Győzelem; D = Döntetlen; V = Vereség.

#### Eredmények összesítése
Az alábbi táblázatban összesítve szerepelnek az FC Fehérvár 2004/05-ös bajnokságban elért eredményei.
| Ősz/tavasz (forduló)    | Otthon | Otthon | Otthon | Otthon | Otthon | Otthon | Otthon | Idegenben | Idegenben | Idegenben | Idegenben | Idegenben | Idegenben | Idegenben |
| Ősz/tavasz (forduló)    | M      | GY     | D      | V      | LG–KG  | GK     | P      | M         | GY        | D         | V         | LG–KG     | GK        | P         |
| ----------------------- | ------ | ------ | ------ | ------ | ------ | ------ | ------ | --------- | --------- | --------- | --------- | --------- | --------- | --------- |
| Őszi szezon (1–15.)     | 8      | 5      | 1      | 2      | 16–5   | +11    | 16     | 7         | 1         | 4         | 2         | 7–9       | –2        | 7         |
| Tavaszi szezon (16–30.) | 7      | 3      | 3      | 1      | 15–12  | +3     | 12     | 8         | 2         | 2         | 4         | 6–10      | –4        | 8         |
| Összesen (1–30.)        | 15     | 8      | 4      | 3      | 31–17  | +14    | 28     | 15        | 3         | 6         | 6         | 13–19     | –6        | 15        |

### Magyar kupa
3. forduló
| 2004. október 27. 14:00 |

| Szolnoki MÁV | 1 – 3   | FC Fehérvár                      |
| ------------ | ------- | -------------------------------- |
| Disztl 38'   | (1 – 1) | Horváth F. 45' 49' Csizmadia 88' |

| Szolnok Nézőszám: 800 Játékvezető: Bede Ferenc (magyar) |

4. forduló
| 2004. november 23. 17:00 |

| Videoton                               | 3 – 0   | Előre FC Békéscsaba |
| -------------------------------------- | ------- | ------------------- |
| Hercegfalvi 53' Csordás 83' Kuttor 90' | (0 – 0) | Grujić 38' Ursz 87' |

| Sóstói Stadion, Székesfehérvár Nézőszám: 500 Játékvezető: Sóthy András (magyar) |

Negyeddöntő
| 2005. április 5. 17:00 |

| Budapest Honvéd         | 1 – 1   | FC Fehérvár                 |
| ----------------------- | ------- | --------------------------- |
| Kovács 45' Mano Mano 2' | (1 – 1) | Magasföldi 18' 63′ Nagy 68' |

| Bozsik József Stadion, Budapest Nézőszám: 1 500 Játékvezető: Bede Ferenc (magyar) |

- Tizenegyesekkel (3–1) a Budapest Honvéd jutott tovább.

## Külső hivatkozások
- A csapat hivatalos honlapja (magyarul)
- A csapat mérkőzései a transfermarkt.de-n (németül)